# 裴存藩
裴存藩（1905年—1995年3月7日），别名寿屏，雲南昭通人。中國國民黨黨籍，黄埔军校第三期步科、中央训练团党政研究班第二期、中央政治学校高级班毕业。1937年至1944年任昆明市市长，1949年雲南易幟前飛赴台湾。因其在任立法委员职期间“不生病”“不请假”“不无故缺席”“不发言” 被称为“四不委员”。

## 從政
- 裴存藩先在中國國民黨雲南省黨部擔任黨務特派登記員。
- 1937年，雲南省主席龍雲任命裴存藩，擔任昆明市政府市長，直到1944年卸任。
- 制憲國民大會代表
- 1949年，擔任中國國民黨雲南省黨部代理主任委員。
- 1989年2月2日，擔任多年立委的裴存藩宣布自願從立法院正式退職。[1]

## 逝世
- 1995年3月7日，在台北家中睡夢中沒有呼吸心跳，裴存藩家人將他緊急送往台北市大安區中華開放醫院搶救，仍回天乏術，享耆壽90歲。

## 轶事
裴存藩曾和台灣知名歷史學家、文學家李敖互爲臺北市市中心敦化南路1段居所的鄰居，李敖在2009年的電視節目《李敖語妙天下》中曾調侃此事，以此諷刺中國國民黨的立法院“老賊”，並稱雙方雖互爲鄰居但卻從未交談。